# 殷登瀛
殷登瀛（1531年—？），字子登，别號少庄，直隸寧國府宣城縣人，匠籍，明朝政治人物。

## 生平
嘉靖三十四年（1555年）乙卯科應天府鄉試第三十四名舉人。嘉靖四十一年（1562年）中式壬戌科會試第七名，三甲第一百零九名進士。授浙江海宁县知县，有海宁包青天，升米官司不费钱之谣，以艱去，起補襄城，調新喻，擢南京户部主事，榷税淮安钞关，作浴心亭自况。歷禮、吏二部郎中，出知金華府，乞休。歸里杜門，自號九一居士，著《聖學正脉》、《微言辨说》、《九一犀燭》若干卷。子殷之辂，万历癸丑进士，官泉州知府。

## 家族
曾祖殷仲昇，壽官；祖父殷崇德，義官；父殷銘，監生。母嵇氏。慈侍下。兄滄、滋。